# Balihalli, Hangal
Balihalli là một làng thuộc tehsil Hangal, huyện Haveri, bang Karnataka, Ấn Độ.